# Decaspermum
Decaspermum là một chi thực vật trong họ Myrtaceae, được mô tả lần đầu tiên như một chi vào năm 1776. Nó có xuất xứ từ Trung Quốc, Đông Nam Á, Queensland và trên nhiều đảo khác nhau của Thái Bình Dương.

## Các loài
1. Decaspermum albociliatum - Hainan
2. Decaspermum alpinum - New Guinea
3. Decaspermum arfakense - W New Guinea
4. Decaspermum austrohainanicum - Hainan
5. Decaspermum belense - W New Guinea
6. Decaspermum blancoi - Philippines
7. Decaspermum bracteatum - Sulawesi, Maluku, New Guinea, Bismarcks
8. Decaspermum cryptanthum - Vanua Levu
9. Decaspermum exiguum - Papua New Guinea
10. Decaspermum forbesii - Papua New Guinea
11. Decaspermum fruticosum - Samoa, Tonga, Wallis & Futuna, Society Is
12. Decaspermum glabrum - Guangdong
13. Decaspermum gracilentum - Vietnam, S China
14. Decaspermum hainanense - Hainan
15. Decaspermum humile - New Guinea, N Queensland
16. Decaspermum lanceolatum - Raiatea
17. Decaspermum lorentzii - W New Guinea
18. Decaspermum montanum - Hainan, E Indochina, W Malaysia
19. Decaspermum neoebudicum - Vanuatu
20. Decaspermum neurophyllum - New Guinea
21. Decaspermum nitentifolium - New Guinea
22. Decaspermum nivale - New Guinea
23. Decaspermum parviflorum - China, Assam, SE Asia, Papuasia, Micronesia
24. Decaspermum philippinum - Palawan
25. Decaspermum prunoides - Papua New Guinea
26. Decaspermum raymundi - Micronesia
27. Decaspermum salomonense - Solomon Is
28. Decaspermum struckoilicum - Queensland
29. Decaspermum teretis - Hainan
30. Decaspermum triflorum - Lesser Sunda
31. Decaspermum urvillei - Bismarcks
32. Decaspermum vitiense - Fiji
33. Decaspermum vitis-idaea - Philippines, Sulawesi, Borneo